# Filmkrönikan
Filmkrönikan var ett program på Sveriges Television som informerade och recenserade film. Det hade premiär den 26 september 1956.
Programmet är en av titlarna i boken Tusen svenska klassiker (2009).

## Programledare
Filmkrönikan har haft en mängd olika programledare under åren.
Den förste programledaren var Arne Weise. Efter fyra program tog Gunnar Oldin över programledarskapet fram till 1962.

### Nils-Petter Sundgren (1963–1991)
Den mest kände programledaren är Nils-Petter Sundgren som ledde programmet 1963-1991 (ibland med Torsten Jungstedt som vikarie). Säsongen 1985/86 blev varje program cirka 1,5 timmar långt och sändes ungefär en gång i månaden, med Bim Clinell som assisterande programledare, senare efterträdd av Marie Olofsson,

### Ulrika Knutson och Sven Hugo Persson
En kort tid efter Sundgrens epok leddes programmet av Ulrika Knutson och Sven Hugo Persson.
År 1992 lades programmet ned.

### Gunnar Rehlin (1994–1998)
Programmet återuppstod 1994 och sändes därefter från Göteborg. Programledare var Gunnar Rehlin med Sara Kadefors som recensent.

### John Carlsson (1998–2000)
1998 tog John Carlsson över. Carlsson, som egentligen saknade filmvetenskaplig bakgrund, lät sig biträdas av Helena von Zweigbergk, Jannike Åhlund och Ulrika Knutson, som turades om att recensera.

### Sara Wennerblom (2000–2003)
År 2000 var det dags för Sara Wennerblom att bli programledare. Under Wennerbloms tid var Fredrik Sahlin fast recensent. 

### Orvar Säfström (2003–2006)
Från våren 2003 till våren 2006 var Orvar Säfström programledare och recensent, från hösten 2004 assisterad av Emma Gray som recensent. Hösten 2005 tillkom Andreas Degerhammar, Göran Everdahl, C-G Karlsson, Jakob Marky, Sara Wennerblom och Helena von Zweigbergk samt våren 2006 Maria Kaneberg som recensenter.
Hösten 2006 valde Säfström att lämna programmet.

### Helena von Zweigbergk (2006–2007)
Helena von Zweigbergk tog över programledarrollen. Kritiken mot det nya programmet var hård.[källa behövs]

### Navid Modiri och Andrea Reuter (2007–2008)
2007 tog Navid Modiri och Andrea Reuter över som programledare. Mottagandet blev dock inte bättre för denna upplaga, och 2008 lades programmet ned för gott. Den sista filmen att recenseras i programmet var The Bucket List av researchern Alexander Kandiloros.